# Palitos de mozzarella

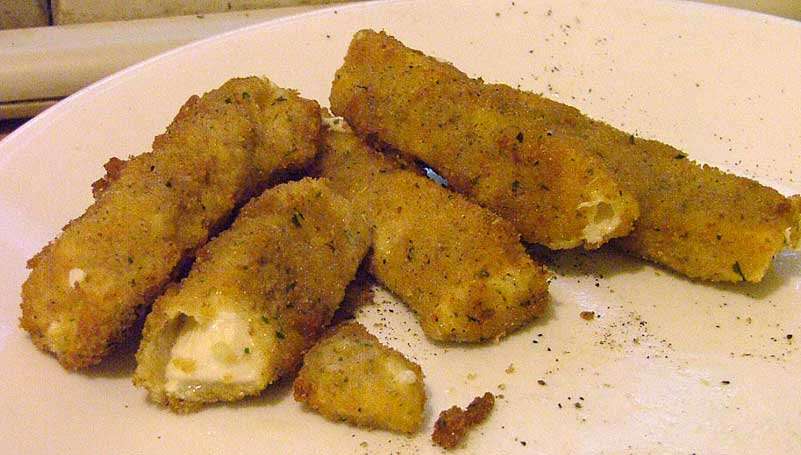
Palitos de mozzarella caseros.

Los palitos de mozzarella (mozzarella sticks) son trozos alargados de queso mozzarella rebozados o empanados y fritos. Se sirven a menudo en restaurantes como aperitivo, a veces como parte de un plato combinado que incluye alitas de pollo, potato skins, calabacín frito o nachos, entre otros.
Los palitos de mozzarella pueden servirse con salsa de tomate o marinera, así como salsa de ciruela, mermelada de jalapeño, miel y mostaza o aliño ranchero. Otros quesos diferentes del mozzarella pueden freírse también, incluyendo provolone, cheddar, queso manchego y queso americano.